# 博班·彼得罗维奇
博班·彼得罗维奇（羅馬化：Boban Petrović，1957年7月19日—2021年9月27日），塞尔维亚男子篮球运动员。他曾代表南斯拉夫国家队参加1982年国际篮联世界锦标赛，获得一枚铜牌。